# Pieces of Eight (álbum)
Pieces of Eight es el octavo álbum de estudio de Styx, publicado por A&M Records en 1978, y producido por la banda.
El asistente de producción fue Barry Mraz, quien a su vez, fue el ingeniero de grabación, junto con Rob
Kingsland.
Por su parte, la dirección artística y el diseño gráfico fueron realizados por Hipgnosis.
Se trata de otro álbum conceptual acerca del derecho de las personas a ser libres; el título
Pieces of Eight se refiere al Real de a 8. 
Además, incluye los singles "Blue Collar Man (Long Nights)" y "Renegade", los cuales llegaron a la lista
de los 10 temas principales en los Estados Unidos. También incluye "I'm Okay", que incluye un solo de 
órgano de tubos interpretado por Dennis DeYoung y registrado en la Catedral de St. James, en 
Chicago.
El éxito de Pieces of Eight permitió a Styx realizar su primera gira importante titulada 
"The Main Event"; el disco llegó al puesto 6º de la lista de los 200 mejores álbumes según 
Billboard en los Estados Unidos.

## Canciones
1. "Great White Hope" (James Young) - 4:22
2. "I'm Okay" (Dennis DeYoung/James Young) - 5:41
3. "Sing for the Day" (Tommy Shaw) - 4:57
4. "The Message" (Dennis DeYoung) - 1:08
5. "Lords of the Ring" (Dennis DeYoung) - 4:33
6. "Blue Collar Man (Long Nights)" (Tommy Shaw) - 4:05
7. "Queen of Spades" (Dennis DeYoung) - 5:38
8.  "Renegade" (Tommy Shaw) - 4:13
9. "Pieces of Eight" (Dennis DeYoung) - 4:44
10. "Aku-Aku" (Tommy Shaw) - 2:57

## Personal
- James Young - Guitarras, voces y producción.

- Dennis DeYoung - Teclados, sintetizadores, órgano de tubos, voces, programación de sintetizadores y producción.

- Tommy Shaw - Guitarras, mandolina, autoarpa, voces y producción.

- Chuck Panozzo - Bajo y producción.

- John Panozzo - Batería, percusión y producción.

- Barry Mraz- Productor asistente e ingeniero de grabación.

- Rob Kingsland - Ingeniero de grabación.

- Harry Andronis - Ingeniero de grabación asistente.

- Gary Geppert - Ingeniero de grabación asistente.

- Ed Walsh - Programación de sintetizadores.